# Jóhann Berg Guðmundsson
Jóhann Berg Guðmundsson, född 27 oktober 1990 i Reykjavík, är en isländsk fotbollsspelare som spelar för Burnley och Islands fotbollslandslag.